# William Wright (Bischof)

Bischofswappen von William Joseph Wright

William Joseph Wright (* 26. Oktober 1952 in Washington, D.C., Vereinigte Staaten; † 13. November 2021 in Maitland, New South Wales, Australien) war ein australischer Geistlicher und römisch-katholischer Bischof von Maitland-Newcastle.

## Leben
William Wright kam als Kind mit seiner aus Australien stammenden Familie in deren Heimat, wo er die Grundschule in Pymble und das Jesuitenkolleg in Milsons Point. Während eines Aufenthalts der Familie in England besuchte er für zwei Jahre das Jesuitenkolleg in Wimbledon. Philosophie und Theologie studierte er von 1971 bis 1973 am St Columba’s College in Springwood und von 1974 bis 1977 am St Patrick’s College in Manly. Im Oktober 1976 empfing er die Diakonen- und am 20. August 1977 in der Saint Mary’s Cathedral die Priesterweihe für das Erzbistum Sydney.
Nach der Priesterweihe erwarb er an der Universität Sydney einen Bachelor with Honours in Geschichte. Er war in verschiedenen Gemeinden in der Pfarrseelsorge tätig und von 1985 bis 1991 Vizerektor des St Patrick’s College in Manly.
Papst Benedikt XVI. ernannte ihn am 4. April 2011 zum Bischof von Maitland-Newcastle. Der Erzbischof von Sydney, George Kardinal Pell, spendete ihm am 15. Juni desselben Jahres die Bischofsweihe; Mitkonsekratoren waren Michael John Malone, Altbischof von Maitland-Newcastle, und Peter Comensoli, Weihbischof in Sydney.
William Wright starb im November 2021 im Alter von 69 Jahren an Lungenkrebs.